# Bergamo
Bergamo (Bèrghem på østlombardisk og Bergum på vestlombardisk) er hovedstad i den norditalienske provins af samme navn. Byen, der har 119.534(2023)indbyggere, støder op til et stærkt bakket terræn, og den gamle bydel ("Bergamo alta") ligger på en høj, fuldstændigt omgivet af en bymur opført i sidste halvdel af det 16. århundrede mens byen var under veneziansk herredømme.
I Bergamo ligger kunstmuseet Accademia Carrara der også er et akademi for les beaux-arts.
Handlingen i J.P. Jacobsens novelle fra 1882, Pesten i Bergamo, er hensat til pest-tidens Gammel-Bergamo.
Bergamo har også været mål for nogle Giro d'Italia-etaper, bl.a. den 16. maj 2009, hvor det blev Columbia-Highroad-rytteren Kanstantsin Siutsou, der tog sejren.